# クワドォー・アサモア
クワドォー・アサモア（Kojo Kwadwo Asamoah, 1988年12月9日 - ）は、ガーナ・アクラ出身の元サッカー選手。元ガーナ代表。ポジションはMF。

## クラブ経歴
地元クラブのカーセマンFCにてキャリアをスタート。2008年1月、ACベッリンツォーナへ移籍し、イタリアのトリノFCにレンタル移籍する。2008-09シーズンからウディネーゼ・カルチョへ移籍し、パスクアーレ・マリーノ監督の下で中盤を支える選手として重用された。2010年12月、アフリカ年間最優秀若手選手賞を受賞した。
2012年6月、同僚のマウリシオ・イスラとともに、ユヴェントスFCに共同保有で移籍決定。ユヴェントスでは3-5-2の左ウイングバックにコンバートされ、中心選手として活躍している。2013年6月、ユヴェントスはアサモアの共同保有権の片方を買い取り、完全移籍が決定。2013-14シーズンのリーグ優勝に貢献し、同シーズンのセリエAベストイレブンにも選出された。しかし2014-15シーズン以降は度重なる怪我により、大幅に出場を減らした。
2018年5月18日、本人の公式Twitterでユヴェントス退団を発表。2018年7月2日、3年契約でセリエA・インテル・ミラノに入団した。
2021年2月3日、カリアリ・カルチョとシーズン終了までの契約を結んだ。
2022年10月5日、引退を発表した。

## 代表経歴
ガーナ代表でも台頭しており、ガーナで開催されたアフリカネイションズカップ2008の代表メンバーにも選出された。アフリカネイションズカップ2010メンバーにも選出。2008年大会は3位、2010年大会は準優勝を経験し、2010年大会のベスト11のサブメンバーにも選ばれ台頭してきた。
2010 FIFAワールドカップに初出場すると、グループリーグ3試合、ベスト16、準々決勝の合計5試合に先発出場し、ガーナ代表初のベスト8進出に貢献した。
2014 FIFAワールドカップのグループステージでは左サイドを駆け上がり、足の外側でクロスボールをあげるというプレーをみせ、ギャンのゴールをアシストした。

## 代表歴

### 出場大会
- ガーナ代表
  - 2010 FIFAワールドカップ
  - 2014 FIFAワールドカップ

### 試合数
- 国際Aマッチ 74試合 4得点（2009年-2019年）[7]

| ガーナ代表 | 国際Aマッチ | 国際Aマッチ |
| 年         | 出場        | 得点        |
| ---------- | ----------- | ----------- |
| 2009       | 6           | 1           |
| 2010       | 18          | 0           |
| 2011       | 10          | 0           |
| 2012       | 11          | 0           |
| 2013       | 14          | 3           |
| 2014       | 10          | 0           |
| 2015       | 0           | 0           |
| 2016       | 0           | 0           |
| 2017       | 0           | 0           |
| 2018       | 1           | 0           |
| 2019       | 4           | 0           |
| 通算       | 74          | 4           |

## タイトル

### クラブ
ユヴェントス
- セリエA 2012-13, 2013-14, 2014-15, 2015-16, 2016-17, 2017-18
- コッパ・イタリア 2014-15, 2015-16, 2016-17, 2017-18
- スーペルコッパ・イタリアーナ 2012, 2013, 2015

### 個人
- セリエAベストイレブン 2013/14[8]